# Raionul Luțk, Volînia
Luțk (în ucraineană Луцький район, transliterat: Luțkîi raion) este un raion în regiunea Volînia, Ucraina. Reședința sa este orașul regional Luțk, care nu aparține raionului.

## Demografie
Componența lingvistică a raionului Luțk
     Ucraineană (98,84%)
     Rusă (1,01%)
     Alte limbi (0,09%)
Conform recensământului din 2001, majoritatea populației raionului Luțk era vorbitoare de ucraineană (98,84%), existând în minoritate și vorbitori de rusă (1,01%).